# 神亀酒造
神亀酒造（しんかめしゅぞう）は、埼玉県蓮田市の酒類製造・販売業者。
代表銘柄は『神亀』である。
神亀の由来は、蔵の裏手にあった「天神池」に棲むと言われる「神の使いの亀」より付けられた。

## 沿革
- 1848年（嘉永元年） - 創業。
- 1987年（昭和62年） - 仕込む酒すべてを純米酒とし全量純米蔵となる。

## 銘柄
日本酒
- 神亀 - 2年以上熟成した純米酒。
- ひこ孫 - 3年以上熟成した純米酒
- 仙亀　飲食店向けに開発された、低価格純米酒　精米歩合が神亀と比べて低い

## 関連書籍
- 「闘う純米酒 神亀ひこ孫物語」（上野敏彦著・2006年）ISBN 978-4582824506
- 「新版 闘う純米酒」（上野敏彦著・2012年）ISBN 978-4582767711